# Skybound Entertainment
Skybound Entertainment est une société américaine de divertissement multiplateforme fondée par Robert Kirkman et David Alpert. 
Skybound Entertainment est la société derrière la bande dessinée The Walking Dead, créée par Robert Kirkman.

## Histoire
Depuis la création de la société en 2010, Skybound a développé des propriétés dans les médias traditionnels et récents, y compris les séries de bande dessinée, de jeu vidéo, de télévision, de films et de médias numériques. La société s'est depuis lancée dans la réalité virtuelle et a créé en 2017 un studio numérique interne pour le contenu en ligne.
En 2016, Skybound Entertainment a pris de l'expansion à l'international avec l'ouverture de Skybound North, dirigée par l'ancienne dirigeante de Lucasfilm Animation, Catherine Winder.
En 2018, Skybound a créé Skybound Games pour développer des jeux vidéo basés sur ses propriétés intellectuelles et Skybound Stories, pour mobiles.

## BD
En plus de la série de bande dessinée primée, The Walking Dead, il y a aussi d'autres titres de comics de Kirkman comme Invincible, Outcast, , et Oblivion Song.
Avec une plate-forme dirigée par le créateur, Skybound a également créé d'autres titres de bandes dessinées populaires, notamment la bande dessinée d'aventure fantastique Birthright de Josh Williamson, et la bande dessinée de fiction historique Manifest Destiny de Chris Dingess.
En 2017, Skybound a publié le comic de vengeance Extremity du créateur Daniel Warren Johnson et leur premier comic d'horreur de vampire, Redneck, de Donny Cates. Kill the Minotaur des écrivains Christian Cantamessa et Chris Pasetto, et l'artiste Lukas Ketner devrait sortir dans les boutiques de bandes dessinées le 14 juin 2017. Ils ont récemment lancé Skyward de l'auteur de la série télévisée Lucifer.

## Télévision et Films
Après le succès de Alpert et Kirkman avec AMC The Walking Dead, le duo a annoncé leur deuxième adaptation télévisée pour la bande dessinée, de Kirkman : Outcast. Cela a été annoncé en juin 2014 et a reçu une reprise de la série sur Cinemax. La première saison d'Outcast a débuté le 3 juin 2016 et a été renouvelée pour une deuxième saison.
Skybound s'est associé à Viki pour développer le drame pré-apocalyptique coréen Five Years. La série sera tournée en Corée sous la forme d’une série K avec une distribution et une équipe locales, et les parties prévoient de diffuser la première saison de 16 épisodes à la télévision coréenne. La série, basée sur une histoire originale de Kirkman, est centrée sur une famille confrontée à une apocalypse imminente dans les cinq prochaines années. En 2017, Skybound a annoncé un partenariat avec 360 Powwow pour produire Five Years sur divers marchés d'Amérique latine.
Skybound a produit Secret History of Comics de Robert Kirkman. Cette docu-série en six parties explore un large éventail de sujets liés à l'histoire et au monde de la bande dessinée et a été créée pour la première fois sur AMC, le 12 novembre 2017.
En 2017, Skybound a annoncé qu'Invincible serait adapté pour devenir un long métrage qui devrait être écrit, réalisé et produit par Seth Rogen et Evan Goldberg pour Universal. Les coprésidents de la division télévision/film, Sean et Bryan Furst, Kirkman, Alpert et Skybound, seront les producteurs du film,.
Les autres projets de la société incluent le long-métrage AIR, mettant en vedette Norman Reedus de The Walking Dead et l’acteur , nommé aux Oscars.
La même année, il a été annoncé que Spin Master Entertainment et Atomic Cartoons réaliserait une série télévisée d'animation basée sur Super Dinosaurio, une bande dessinée créée par Kirkman aux côtés de Jason Howard en 2011. La série a été lancée en 2018.

## Édition Numérique
En 2015, Skybound a publié la toute première série de réalité virtuelle narrative, Gone, pour la plate-forme MILK VR de Samsung. L’histoire raconte la disparition d'une jeune fille d'un terrain de jeu et le parcours de la famille pour apprendre ce qui s'est passé. La série a été tournée à 360 degrés et inclut des perspectives changeantes avec des points chauds. Les points chauds sont utilisés comme indices, offrant une expérience totalement immersive. Gone a été réalisé par J. T. Petty[réf. nécessaire].
À compter de 2016, Skybound devrait produire une série de films d'horreur en réalité virtuelle, Lies Within, le premier projet issu du partenariat entre Skybound et la société de théâtre interactif Delusion.
En 2017, Skybound a ouvert un studio interne pour créer et développer du contenu numérique original. Depuis l'ouverture, Skybound a développé une série Live.me axée sur la diversité dans la télévision et les médias, animée par Yvette Nicole Brown. Parmi les autres contenus originaux filmés en studio, citons l'hebdomadaire de la série Skybound, Happy hour, qui met en vedette des invités spéciaux chaque semaine pour créer des cocktails inspirés de The Walking Dead. Ross Marquand et Michael Traynor ont également été invités.

## Titres
- Air
- The Astounding Wolf-Man
- Battle Pope
- Birthright (comic book)
- Brit
- Clone
- Dead Body Road
- Demonic
- Extremity
- Fear the Walking Dead
- Ghosted
- Gone
- Guardians of the Globe
- Green Valley
- Heroes and Villains: The History of Comics
- Horizon
- The Infinite
- Invincible (comic)
- Invincible (film)
- Invincible Universe
- Kill the Minotaur
- Lies Within
- Manifest Destiny
- Oblivion Song
- Outcast (comic)
- Outcast (TV series)
- Oxenfree
- Redneck
- Scare PewDiePie
- Tech Jacket
- Thief of Thieves
- The Walking Dead (comic)
- The Walking Dead (TV series)
- Witch Doctor